# Bowerbankia medullaris
Bowerbankia medullaris är en mossdjursart som först beskrevs av Shunsuke F. Mawatari 1972.  Bowerbankia medullaris ingår i släktet Bowerbankia och familjen Vesiculariidae. Inga underarter finns listade i Catalogue of Life.